# زخرفة صينية

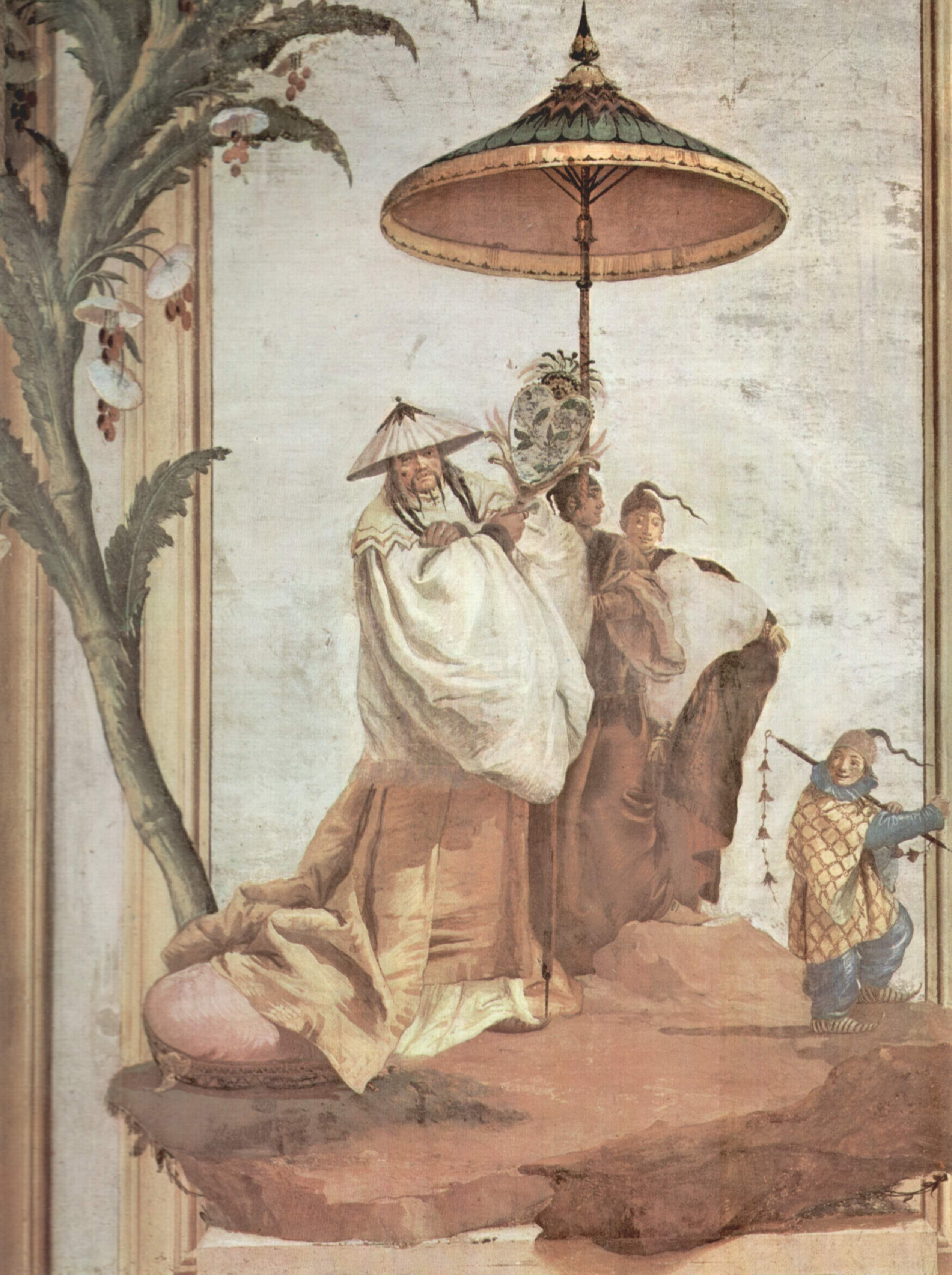
تصوير جصي للفنان الإيطالي Giovanni Domenico Tiepolo يعود إلى سنة 1757.

الزخرفة الصينية  (المعروفة أوروبياً باسم Chinoiserie (شينوازري) المشتقة من اللفظ الفرنسي Chinois بمعنى: صيني) هي حركة فنية مثلت تأثر أوروبا ومحاكاتها للفن الصيني وللتقاليد الفنية في شرق آسيا، خاصة في فن الزخرفة والديكور وتصميم الحدائق؛ بالإضافة إلى فنون العمارة والأدب والمسرح والموسيقى.
ظهرت هذه الحركة في القرن السابع عشر، وانتشرت وسادت في القرن الثامن عشر مع تعزز العلاقات التجارية بين أوروبا وشرقي آسيا.
يرتبط الأسلوب الصيني بأسلوب الروكوكو، إذ يتميز كلا الأسلوبين بزخرفة وفيرة وعدم التناظر والتركيز على المواد والطبيعة المنمقة والموضوع الذي يركز على الترفيه والمتعة. يركز الأسلوب الصيني على الموضوعات التي اعتقد الأوروبيون في الحقبة الاستعمارية أنها نموذجية في الثقافة الصينية.

## لمحة تاريخية
دخل الأسلوب الصيني الفن الأوروبي والديكور بين منتصف وأواخر القرن السابع عشر، وقد أثر عمل أثانيسيوس كيرتشر على دراسة الاستشراق. بلغت شعبية الأسلوب الصيني ذروتها في منتصف القرن الثامن عشر، أي تقريبًا عندما ارتبطت بأسلوب الروكوكو وأعمال فرانسوا بوشيه وتوماس تشيبينديل وجان بابتيست بيلمينت. شاع هذا الأسلوب بسبب تدفق البضائع الصينية والهندية التي جُلبت سنويًا إلى أوروبا من خلال شركات الهند الشرقية السويدية والشركات الهولندية والفرنسية. تراجع الأسلوب الصيني في أوروبا بحلول عام 1760 بسبب اكتساب الأسلوب الكلاسيكي شعبية، لكنه لم يخرج تمامًا من الموضة، ولكن الأسلوب الصيني ظل شائعًا في الولايات المتحدة حديثة التأسيس خلال أوائل القرن التاسع عشر. بدأ الإحياء لشعبية الأسلوب الصيني في أوروبا والولايات المتحدة منذ منتصف القرن التاسع عشر وحتى عشرينيات القرن العشرين، ونجده اليوم في نخبة التصميم الداخلي والأزياء.
يُعد الأسلوب الصيني ظاهرة عالمية، على الرغم من أنه يُفهم على أنه أسلوب أوروبي عادة. طُورت الإصدارات المحلية من الأسلوب الصيني في كل من الهند واليابان وبلاد فارس وخاصة في أمريكا اللاتينية. جلب التجار الإسبان من خلال تجارة مانيلا غاليون، كميات كبيرة من الخزف الصيني وطلاء اللك والمنسوجات والتوابل من التجار الصينيين المقيمين في مانيلا إلى الأسواق الإسبانية الجديدة في أكابولكو وبنما وليما. بعد ذلك، ألهمت هذه المنتجات الفنانين والحرفيين المحليين مثل الخزفيين الذين يصنعون فخار تالافيرا في بوبيلا دو لوس أنجلوس.

## الانتشار
كانت هناك أسباب عديدة وراء اكتساب الأسلوب الصيني هذه الشعبية في أوروبا في القرن الثامن عشر. كان الأوروبيون مفتونين بالشرق الغريب بسبب قدرته على الانخراط في الثقافات الجديدة، ليس كليًا ولكن بشكل مقيد، من خلال توسيع التجارة مع شرق آسيا، وخاصة الصين. خلق العدد المحدود من التجارب الأوروبية المباشرة لشرق آسيا والتداول المحدود، مستوى من الغموض والتضليل الذي ساهم في غموض ثقافات شرق آسيا. تعني «الصين» في مصطلح «الأسلوب الصيني» في ذهن الشعوب الأوروبية، منطقة أوسع من الكرة الأرضية يمكن أن تضم الصين نفسها، إلى جانب اليابان وكوريا وجنوب شرق آسيا والهند وحتى بلاد فارس. اعتُبر أسلوب الشرق في الفن مصدرًا للإلهام، إذ يعكس الجو الغني في الصور والتصاميم المتناسقة للأسلوب الشرقي صورة العالم المثالي الذي يمكن من خلاله استخلاص الأفكار من أجل إعادة تشكيل ثقافة المرء. لهذا السبب، يجب اعتبار الأسلوب الصيني نتيجة مهمة للتبادل بين الشرق والغرب. استوعب خلال القرن التاسع عشر وخاصة في فترتها الأخيرة الأسلوب الصيني تحت التعريف العام للغرابة. على الرغم من أن جذر كلمة «شينوازري» التي تعني «الأسلوب الصيني»، هو «تشاينا» أي «الصين»، لم يمتلك الأوروبيون في القرنين السابع عشر والثامن عشر تصور واضح عن وجود الصين في الواقع. استُخدمت في الغالب مصطلحات «الشرق» أو «الشرق الأقصى» أو «الصين» بشكل متساو للإشارة إلى منطقة شرق آسيا التي امتلكت الثقافة الصينية المناسبة كممثل رئيسي، لكن معنى المصطلح يمكن أن يتغير وفقًا لسياقات مختلفة. فعلى سبيل المثال، خاطب السير ويليام تشامبرز في عمله «أطروحة حول البستنة الشرقية عام 1772»، الصين بشكل عام باسم «الشرق». كان هناك تعبيرات مسجلة في السجلات المالية للويس الرابع عشر خلال القرنين السابع عشر والثامن عشر، مثل «على الطريقة الصينية» أو «مصنوع بالطريقة الصينية». ظهر في القرن التاسع عشر لأول مرة مصطلح «شينوازري» أي «الأسلوب الصيني» في الأدب الفرنسي. فاستخدم أونوريه دي بلزاك في رواية المحظور التي نُشرت عام 1836، المصطلح للإشارة إلى الأعمال اليدوية المصنوعة بالأسلوب الصيني. اكتسب المصطلح منذ تلك اللحظة زخمًا وبدأ استخدامه بشكل متكرر ليدل على الأشياء التي تُنتج على الطراز الصيني ويمكن الإشارة من خلال المصطلح في بعض الأحيان إلى الأشياء ذات الأبعاد الصغيرة أو القيمة الشحيحة. دخل مصطلح «شينوازري» في عام 1878، بشكل رسمي في قاموس الأكاديمية.
استمر اكتساب المعرفة حول الصين بعد انتشار روايات ماركو بولو، تلك التي يمتلكها الأوروبيون في الأساس من التقارير التي قدمها التجار والمبعوثون الدبلوماسيون. يرجع تاريخها إلى النصف الأخير من القرن السابع عشر، ثم أخذ اليسوعيون دورًا ذا صلة في تبادل المعلومات هذه، الذين أعطى جمعهم الدائم للذكاء التبشيري ونسخ اللغة للجمهور الأوروبي رؤية جديدة أعمق للإمبراطورية الصينية وثقافتها.
حمل الأوربيون أفكارًا غير دقيقة حول شرق آسيا في كثير من الأحيان، ولكن هذا لم يمنعهم بالضرورة من الافتتان بالشرق واحترامهم له. فعلى وجه الخصوص، جرى اعتبار الصينيين الذين «أكملوا فنهم ببراعة...[و] والذين كانت احتفالات بلاطهم أكثر اتقانًا وتعقيدًا من فرساي» على أنهم متحضرون للغاية. بحسب ما جاء به فولتير في فن الصين، «تبقى الحقيقة أنه قبل 4000 عام، عندما لم نكن نعرف كيف نقرأ، كان [الصينيون] يعرفون كل شيء مفيد بشكل أساسي نفتخر به اليوم». وبعبارة أخرى، في مكان ما، على الجانب الآخر من العالم، كانت هناك ثقافة غنية لدرجة أنها تنافس حضارتي روما واليونان. خلق الأسلوب الصيني نقطة التقاء بين شيء جديد وغريب للأوربيين، بينما عكس في نفس الوقت قيم الثقافة التي يبلغ عمرها 4000 عام والتي جاءت منها كل هذه الأشياء.
لم يكن الأسلوب الصيني شائعًا عالميًا، ورأى بعض النقاد أنه «...تراجع عن العقل والذوق والانحدار إلى عالم غامض أخلاقيًا قائم على المتعة والإحساس والقيم التي يُنظر إليها على أنها أنثوية». كان يُنظر إلى الأسلوب على أنه يفتقر إلى المنطق والعقل الذي تأسس عليه الفن القديم. زعم المعماري والمؤلف روبرت موريس أنه «...يتألف من مجرد نزوات وخيمة بدون أية قواعد أو ترتيب، ولا يحتاج أي نوع من العبقرية لتنفيذه». اعتبر أولئك الذين امتلكوا وجهة نظر أكثر أثرية للشرق، الأسلوب الصيني مع التشويه الذي حمله والغرابة في نهجه، مهزلة للفن والعمارة الصينية الفعلية. أخيرًا، يعتقد البعض الآخر أن الاهتمام بالأسلوب الصيني يشير إلى «ارتباك ثقافي» منتشر في المجتمع الثقافي.

## الاستمرار بعد القرن الثامن عشر
استمر الأسلوب الصيني في القرنين التاسع عشر والعشرين، ولكن شعبيته انخفضت. كان هناك فقدان ملحوظ في الاهتمام بالديكور المستوحى من الصين بعد وفاة الملك جورج الرابع في عام 1830، وهو مؤيد كبير للأسلوب. عطلت حرب الأفيون الأولى بين عامي 1839 و1842 بين بريطانيا والصين التجارة، وتسببت في المزيد من تراجع الاهتمام بالشرق. أقفلت الصين أبوابها أمام الصادرات والواردات وأصبح الأسلوب الصيني أمرًا من الماضي لدى كثير من الناس.
كان هناك إحياء للأسلوب الصيني مع استقرار العلاقات البريطانية الصينية في نهاية القرن التاسع عشر. على سبيل المثال، أعاد الأمير ألبرت تخصيص العديد من الأعمال الصينية في الجناح الملكي لجورج الرابع في برايتون، لقصر باكنغهام الذي يسهل الوصول إليه. ذكّر الأسلوب الصيني بريطانيا بمجدها الاستعماري السابق الذي كان يتلاشى بسرعة مع العصر الحديث.

## معرض صور

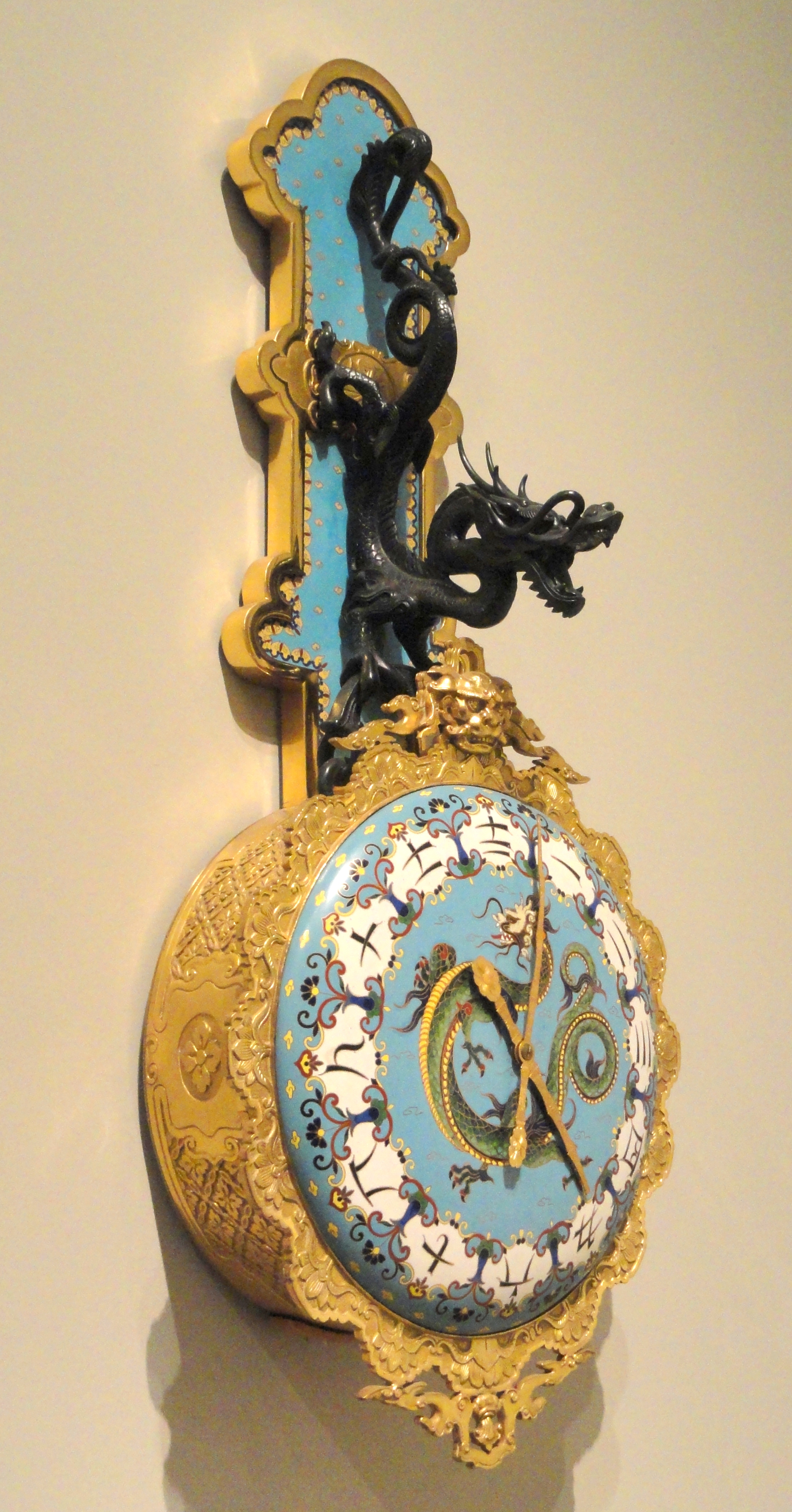
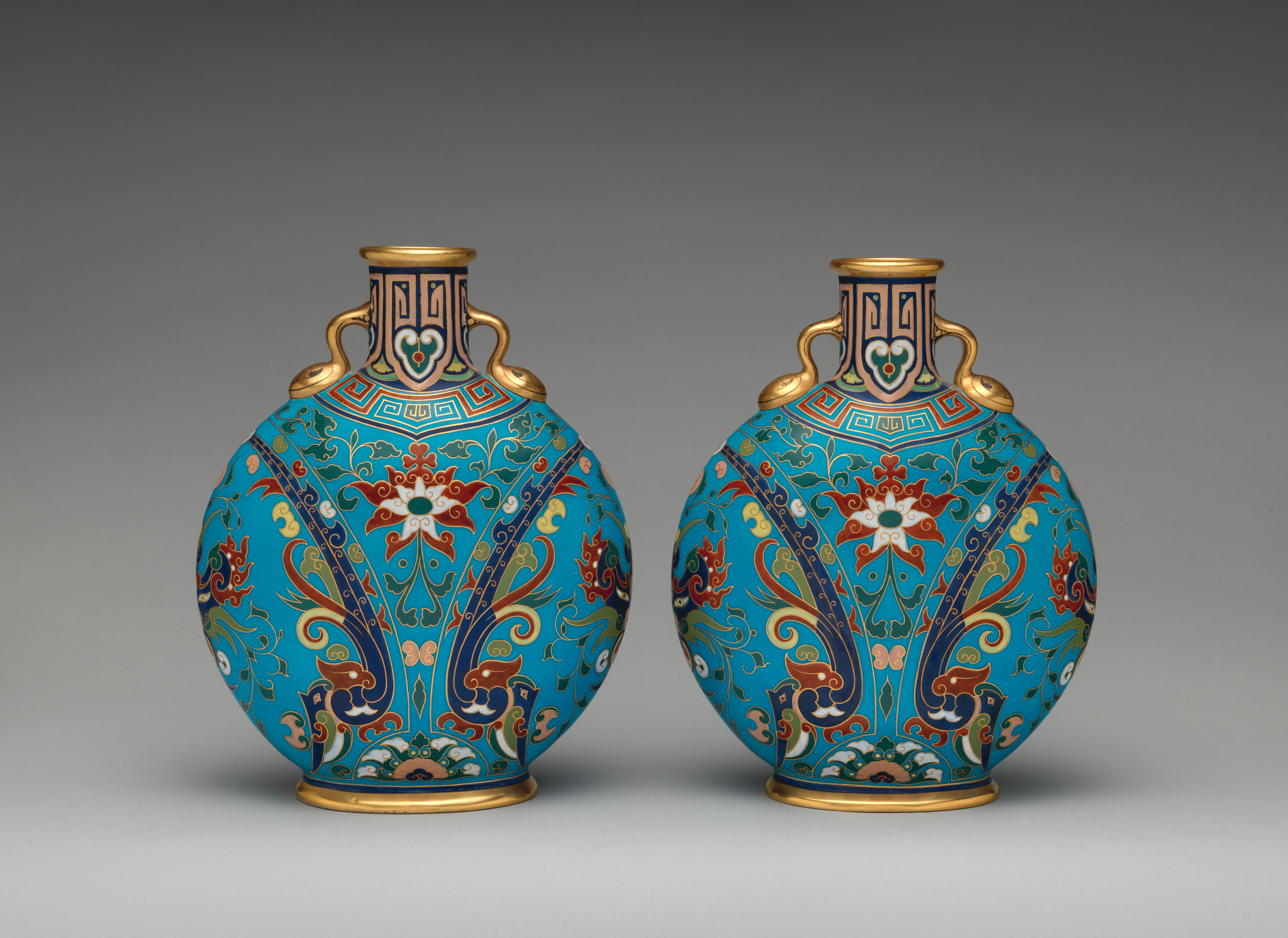
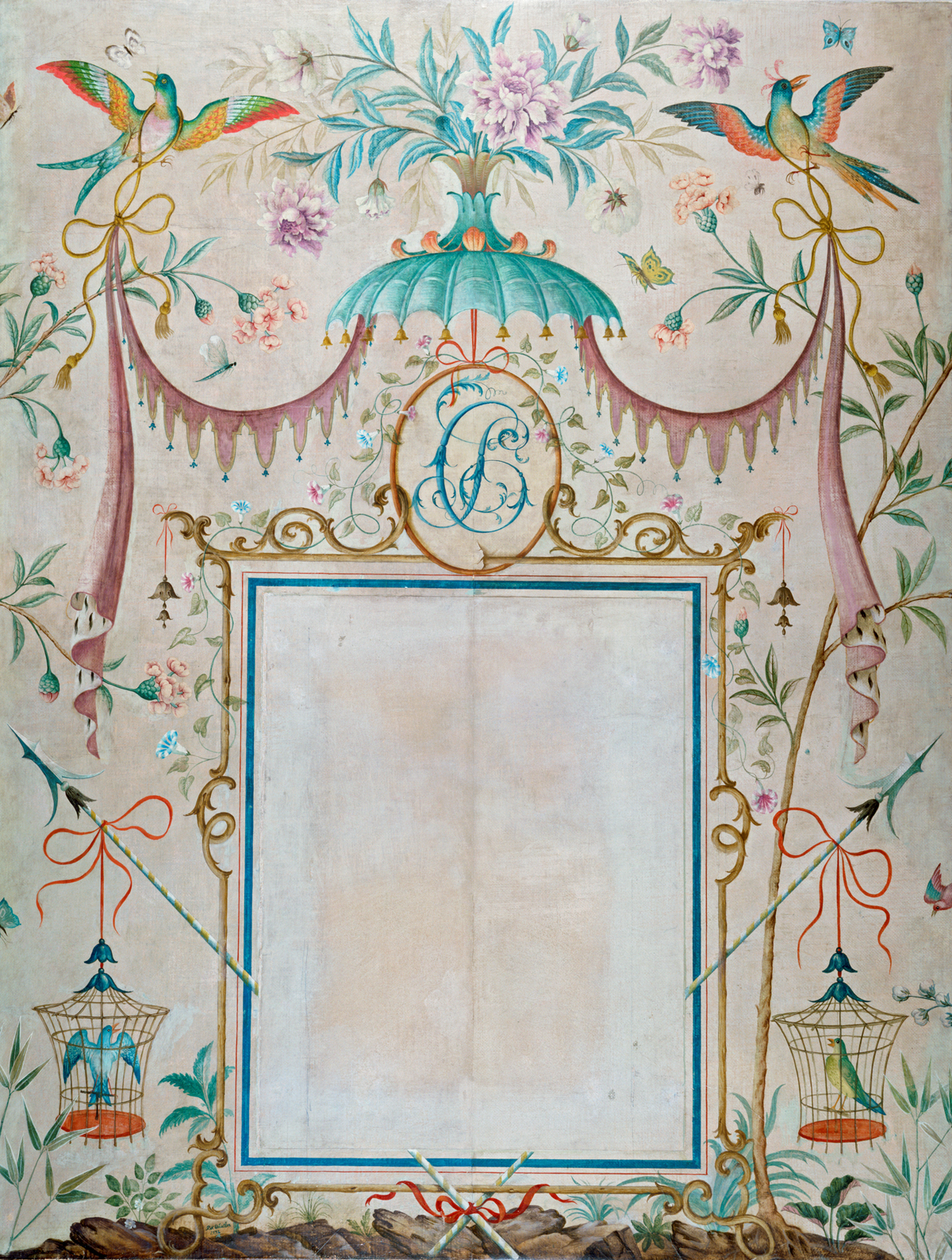
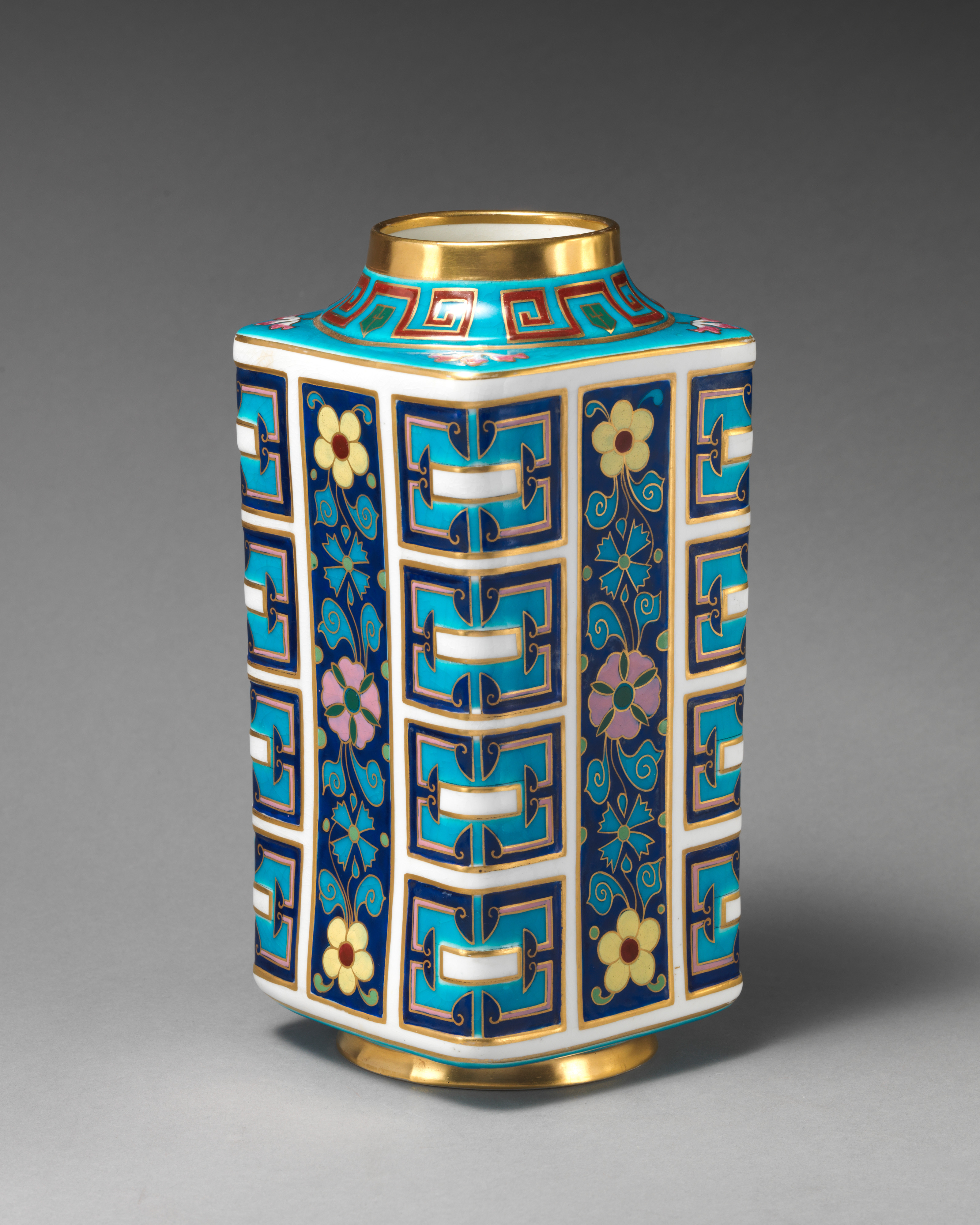

## اقرأ أيضاً
- فن صيني